# William O'Brien (Parti travailliste Irlande)
Pour les articles homonymes, voir O'Brien.
William O'Brien (23 janvier 1881 - 31 octobre 1968) est un homme politique et syndicaliste irlandais.

## Biographie
Né à Clonakilty, dans le comté de Cork, et baptisé «John William», O'Brien déménage avec sa famille à Dublin en 1897 et s'implique très vite dans le Parti républicain socialiste irlandais (ISRP). O'Brien est décrit comme «un membre très important de l'ISRP» par l'historien de l'ISRP, David Lynch. Il devient ensuite cadre du Parti socialiste d'Irlande fondé par James Connolly.
Alors ami proche et collaborateur de James Connolly, O'Brien participe à la création d'un syndicat, l'Irish Transport and General Workers' Union en 1909 et joue un rôle déterminant dans la Grande Grève de Dublin (en) en 1913.
Membre de la Ligue pour la Neutralité de l'Irlande et du Comité contre l'enrôlement britannique pendant la Première Guerre mondiale, O'Brien est incarcéré à plusieurs reprises par le gouvernement du château de Dublin. Pendant l'une de ces incarcérations, il se présente aux élections générales partielles de Stockport en 1920, mais ne peut être libéré pour y faire campagne.
Lors de la proclamation de l'État libre d'IrlandeO'Brien est élu député (Teachta Dála, abrégé en TD) dans la circonscription de Dublin Sud lors des élections générales de 1922, puis dans celle de Tipperary en juin 1927 et de nouveau en 1937.
Membre important du Parti travailliste en Irlande à ses débuts, O'Brien fait échouer la tentative de James Larkin de reprendre le contrôle du Parti à sa sortie de prison, puis conduit Larkin devant la justice pour son occupation du siège de l'ITGWU. Cette querelle entre Larkin et O'Brien entraîne une scission au sein des mouvements syndicaux ainsi que la formation du Congrès irlandais des syndicats.

Idéologiquement, O'Brien est un réformiste et un social-démocrate. Il croit que les socialistes irlandais devraient faire émerger le socialisme par les élections et non par la violence ou l'action directe. Malgré ses liens avec l'Insurrection de Pâques 1916, il s'oppose systématiquement à l'instauration d'un militantisme violent dans les mouvements socialistes irlandais. Cette opinion s'oppose fortement avec celle de Jim Larkin et explique en partie leur absence de coopération. O'Brien considère pourtant l'usage de la violence à une unique occasion à l'aube de la guerre civile irlandaise, lorsqu'il craint le pire et se tourne vers l'Irish Citizen Army aux côtés d'autres meneurs socialistes, et propose l'idée d'une "Armée de travailleurs" dont l'ICA serait le cœur. Cette idée est cependant refusée. Lorsqu'on lui demande s'il est déçu que l'électorat irlandais n'ait pas utilisé sa nouvelle démocratie parlementaire pour appuyer une présence socialiste plus forte, O'Brien réaffirme clairement son opinion en déclarant : 

« Ce n'est ni à moi ni à personne d'autre de décider comment le peuple devrait exercer ses droits démocratiques et constitutionnels. Ce qui importe est qu'ils aient ces droits, et c'est à eux seuls de décider comment les utiliser. »

 En 1930, O'Brien demande que Léon Trotski obtienne l'asile en Irlande mais WT Cosgrave, chef du gouvernement de l’État libre, refuse.
Actif dans la politique et les mouvements syndicaux jusqu'à ses 60 ans, O'Brien prend sa retraite en 1946 et décède le 31 octobre 1968.